# Enterprise Center
Enterprise Center (anteriormente nomeada Kiel Center, Savis Center e Scottrade Center) é uma arena de 19.950 assentos localizada no centro de St. Louis, Missouri, foi inaugurada em 1994. É a casa do St. Louis Blues da National Hockey League. Além de hóquei no gelo a arena apresenta uma variedade de programação, incluindo wrestling profissional, concertos, shows no gelo, shows de família e outros eventos desportivos. Ela abriga cerca de 175 eventos por ano, chegando perto de quase dois milhões de visitantes anualmente. A Publicação de comércio da indústria Pollstar classifica o Scottrade Center entre as dez melhores arenas em todo o mundo em ingressos vendidos para eventos não-equipe.
A maior multidão presente para assistir a um evento no local foi de 22.612 visitantes, o que aconteceu duas vezes durante a Missouri Valley Conference Tournament em 2007, conhecida como Arch Madness.
A arena é frequentemente selecionado pela NCAA para eventos de campeonato, e foi palco para os quatro campeonatos de hóquei no gelo da NCAA em abril de 2007, dos quatro campeonatos de basquete feminino em 2009, e dos campeonatos de luta profissional da NCAA em 2000, 2004, 2005, 2008, 2009, 2012, 2015.
A arena é administrada pela SLB Acquisition Holdings LLC, proprietária do St. Louis Blues, o qual o presidente é Tom Stillman. Em 2018, o St. Louis Blues e representantes da Enterprise Holdings, sediada em St. Louis, anunciaram um acordo para renomear a arena para Enterprise Center a partir de 1º de julho daquele ano.

## Galeria
- Interior